# Zděchov
Zděchov (in tedesco Sdiechow) è un comune della Repubblica Ceca facente parte del distretto di Vsetín, nella regione di Zlín.